# Công ty Xây dựng và Kỹ thuật Kumho
Công ty Xây dựng và Kỹ thuật Kumho (Kumho E&C) là một công ty xây dựng Hàn Quốc và là thành viên của Tập đoàn Kumho Asiana

## Liên kết
- Trang chính thức xây dựng Kumho Lưu trữ ngày 29 tháng 9 năm 2007 tại Wayback Machine (tiếng Hàn)